# الثاني من اسمه
«الثاني من اسمه» (بالإنجليزية: Second of His Name)‏ هي الحلقة الثالثة لمسلسل إتش بي أو الدرامي الفنتازي التلفزيوني آل التنين. تم بثها لأول مرة في 4 سبتمبر 2022. كتب الحلقة مؤلف المسلسل ريان كوندال وغابي فونسيكا وأخرجها غريغ يايتانيس.
قدمت الحلقة شخصيتين جديدتين من فريق التمثيل، ماثيو نيدهام بدور لاريز سترونج وجيفرسون هول بدور السيد جيسون لانيستر والسيد تيلاند لانيستر.
تلقت الحلقة في الغالب مراجعات إيجابية من النقاد، مع الثناء على الإنتاج، وتسلسل المعركة في ستيبستونز، والكيمياء بين رينيرا وكول، والأداءات، على الرغم من انتقاد البعض للكتابة والسرعة.

## الحبكة

### في ستيبستونز
بعد عامين، كانت حرب ديمون تارغيريان وكوريليس فيلاريون في ستيبستونز ضد القوات الثلاثية التي يقودها كراغاس «مُغذّي السلطعون» دراهار تسير بشكل سيء، حيث لجأت قوات دراهار إلى تكتيكات حرب العصابات، مداهمة أساطيل فيلاريون في الليل والتراجع إلى الكهوف العميقة كلما شن ديمون هجمات باستخدام كراكسيس له التنين. مع نفاد الإمدادات والرجال على وشك الهروب، يصل مرسال بكلمة تعزيزات أرسلها الملك فيسيريس.
ديمون، الذي يرفض قبول المساعدة من شقيقه، يتظاهر بالاستسلام لإغراء جيش مُغذّي السلطعون بالخروج إلى العراء، وعند هذه النقطة شن مشاة فيلاريون بقيادة كوريليس وشقيقه الأصغر فايموند (فيل جونسون) هجومًا مضادًا. في الوقت نفسه، قطع لينور (ثيو نيت) ابن كوريليس هروب الثلاثي باستخدام تنينه، سيسموك. يلاحق ديمون دراهار في الكهوف ويقتله كما تدعي قوات فيلاريون النصر.

### في كينغز لاندينغ وكينجسوود
لا تزال رينيرا بعيدة عن أليسينت، الحامل بطفل فيسيريس الثاني، بعد أن أنجبت بالفعل إيغون. بعد أن اكتشفت في رحلة صيد للاحتفال باليوم الثاني لإيغون أن فيسيريس كان ينوي تزويجها إلى اللوردات النبلاء الآخرين، تعتقد رينيرا أن فيسيريس ينوي خلعها لصالح أخيها غير الشقيق، وتغادر المخيم بغضب، ويتبعها الكينجسجارد السيد كريستون كول.
يرفض فيسيريس دعوى زواج اللورد جيسون لانيستر من رينيرا، اقتراح السير أوهو هايتاور لخطوبة رينيرا إلى إيغون لكنه يستمع إلى سيد القانون، نصيحة اللورد ليونيل سترونج بالزواج من رينيرا إلى لينور فيلاريون كوسيلة لعلاج الصدع بين منازل تارغيريان وفيلاريون.
أثناء التخييم بين عشية وضحاها في البرية، تتعرض رينيرا وكريستون لهجوم من قبل خنزير بري، يركض أسفل كريستون ويكاد يعض رينيرا قبل أن يقتلانه الاثنان. في طريق العودة، تواجه رينيرا الأيل الأبيض الذي يطارده فيسيريس دون جدوى، لكنها تركت الأيل يذهب.
بعد عودتها منتصرة بقتلها، طمأن والدها رينيرا بأنه لا ينوي استبدالها كوريثة، على الرغم من أنه يحثها على إيجاد زوج مؤثر للحصول على مزيد من الدعم لمطالبتها بالعرش الحديدي. بشكل خاص، يصر أوتو على أليسينت أن نبلاء المملكة يتوقعون أن يكون إيغون ملكًا، بغض النظر عن آراء فيسيريس فيما يتعلق برينيرا.

## الاستقبال

### التقييمات
شاهد الحلقة أكثر من 16 مليون مشاهد أمريكي على جميع المنصات خلال الأيام الثلاثة الأولى بعد العرض الأول، بناءً على بيانات من شركة نيلسن وإتش بي أو. ارتفعت نسبة مشاهدة إتش بي أو ماكس يوم الإثنين بنسبة 27% مقارنة بالحلقة السابقة.

### الاستقبال النقدي
في مجمع التعليقات روتن توميتوز، حصلت الحلقة على نسبة موافقة بلغت 85% بناءً على 104 مراجعة، بمتوسط تقييم 7.4/10. قال الإجماع النقدي للموقع: «بعد أن يتأقلم المشاهدون مع التخطي الزمني المزعج، يجدون حلقة 'الثاني من اسمه' خطوه سريعًا مع التركيز على السياسة الجهنمية والمشهد المثير وبعض السلطعونات البغيضة».

## وصلات خارجية
- «الثاني من اسمه» على قاعدة بيانات الأفلام على الإنترنت (بالإنجليزية)